# Udrzynek
Udrzynek – wieś w Polsce położona w województwie mazowieckim, w powiecie wyszkowskim, w gminie Brańszczyk. Ma status sołectwa.
W latach 1975–1998 miejscowość administracyjnie należała do województwa ostrołęckiego.
Na dzień 31 grudnia 2013 roku sołectwo liczyło 371 mieszkańców zameldowanych na pobyt stały.
Wierni Kościoła rzymskokatolickiego należą do parafii św. Barbary w Porębie-Kocębach.